# Millettia conraui
Espèce
Statut de conservation UICN

 EN A2c+3c+4c : En danger
Millettia conraui Harms est une espèce de plantes à fleurs de la famille des Fabaceae et du genre Millettia. C'est un arbuste présent principalement au Cameroun, également au Nigeria.

## Étymologie
Son épithète spécifique conraui rend hommage à Gustav Conrau, collecteur de plantes au Cameroun entre 1896 et 1899.

## Description
C'est un arbrisseau pouvant atteindre 4 m de hauteur.

## Distribution
Endémique de la ligne montagneuse du Cameroun, assez rare, l'espèce a été observée au nord-est du Nigeria (plateau de Mambila) et dans plusieurs régions du Cameroun (Adamaoua, Nord-Ouest, Sud-Ouest), à une altitude comprise entre 1 700 et 2 200 m.